# Eero Roine
Eero Rafael Roine, född 10 februari 1904 i Åbo, död 8 juni 1966 i Åbo, var en finländsk skådespelare. 
Roine tilldelades Jussistatyetten för bästa manliga huvudroll i Ihmiset suviyössä 1949 och Pro Finlandia-medaljen 1955.

## Filmografi[3]
- Äventyr på fotvandring, 1936
- Stockflötarna, 1937
- Önskehustrun (Vi kämpa för fädernegården), 1938
- Människor i sommarnatten, 1948
- Vera – zigenerskan, 1950
- Så älskas i Pitkäjärvi, 1951
- Muntra rekryter, 1952
- Skepparkvartetten, 1952
- Flickan från månbron, 1953
- Med högaktning, 1954
- Minns du, Emma, 1954
- Opri, 1954
- Mörk kärlek, 1957
- Fältväbel Mynkhausen, 1957
- Främlingen, 1957
- Månen är farlig, 1961
- Baronen från Pinsiö, 1962
- Elna ja Eero, 1963 (TV-serie)
- Suutarin tyttäret, 1965 (TV-film)
- Anarkistit, 1965 (TV-film)
- Heikki ja Kaija, 1961–1965 (TV-serie)
- Hopeapislaakinen syöskumipiippu, 1965 (TV-film)
- Neljäs nikama, 1966 (TV-film)